# Большой Шудум
Большой Шудум (сев.-зап. мар. Кугу Шудум) — деревня в Кикнурском районе Кировской области.

## География
Находится на расстоянии примерно 15 км по прямой на юго-запад от райцентра поселка  Кикнур.

## История
Известна с 1748 года как деревня Шудум (Шидум) с населением 46 душ мужского пола из черемис новокрещеных. В 1873 году здесь (уже Шудум Большой) было учтено дворов 64 и жителей 411, в 1905 55 и 292, в 1926 64 и 270 (в том числе мари 269), в 1950 50 и 169, в 1989 году отмечено 85 жителей . До января 2020 года входила в Кикнурское сельское поселение до его упразднения.

## Население
Постоянное население  составляло 90 человек (мари 94%) в 2002 году, 66 в 2010.